# 甘平

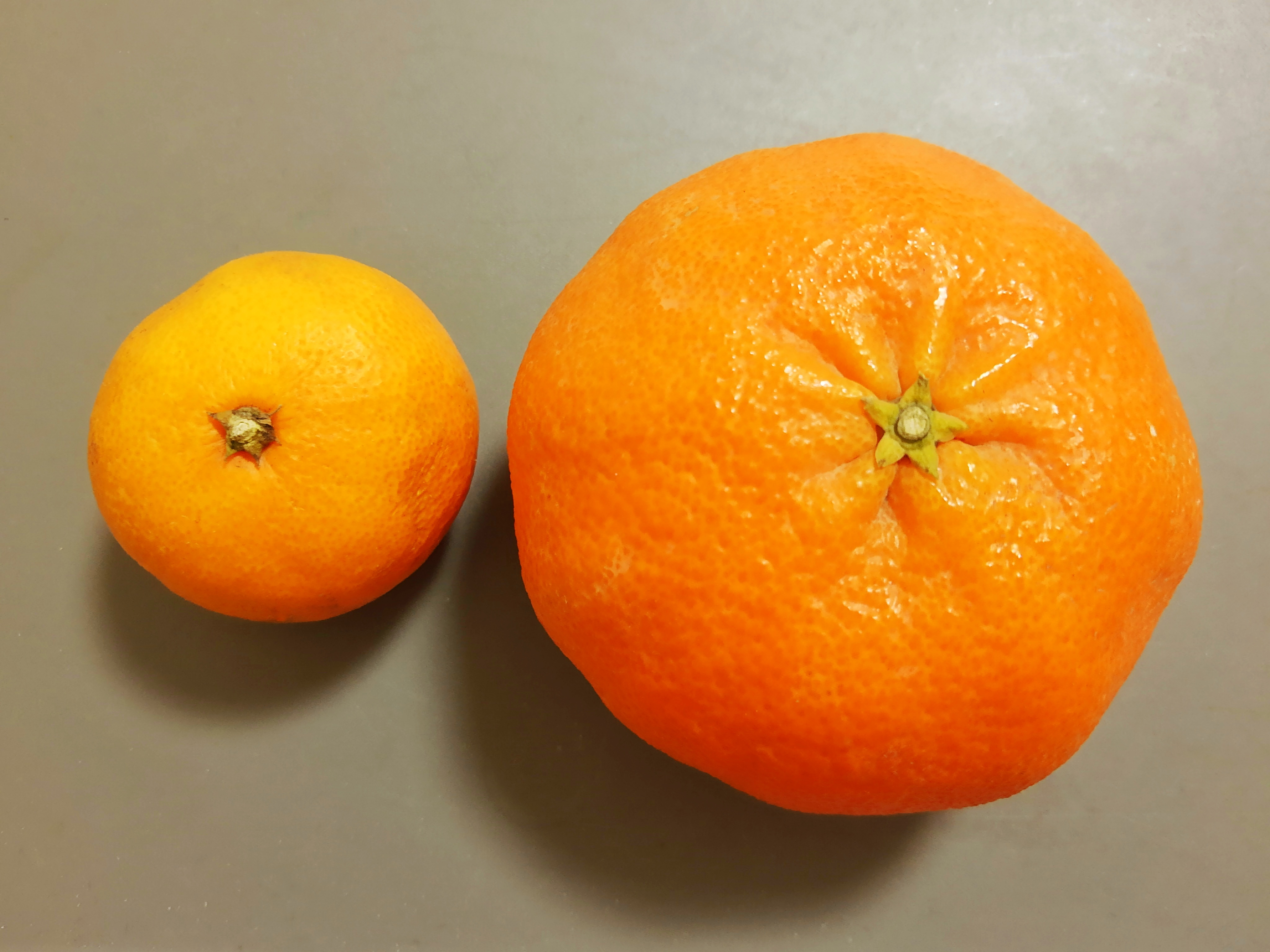
ウンシュウミカン & 甘平

甘平（かんぺい）とは、愛媛県で開発された柑橘類の一種である。
高級ブランドとして「愛媛クイーンスプラッシュ」が存在する。

## 特徴
マンダリンタイプの柑橘で、果実の大きさは220 グラム程度と、シラヌヒとほぼ同程度であり、外観は扁平である。大玉でありながら柔らかく、剥きやすいうえに皮ごと食べられる。果実の糖度は1月下旬で13度以上となり、クエン酸含量も 1.1%程度まで下がり食味良好である。
品質のばらつきを抑えるため、新たに2016年度（2017年1月～）から品質基準を設けた「愛媛クイーンスプラッシュ」というブランドが設定されている。1玉2000円で売られることもある高級果実である。

## 栽培
裂果（実割れ）や、ス上がりが発生しやすく栽培が難しい品種である。
栽培の難しさから、令和元年の反収は僅か6.6t/haと伸び悩んでいる。これは15.1t/haの愛媛果試第28号（紅まどんな）の4割強に過ぎない。栽培面積は319haで、2,115tである。
生産地は愛媛果試第28号（紅まどんな）やせとかなどと同様に、南予よりも愛媛県の北部から北西部にかけてが中心で、令和2年の生産量は砥部町、松山市、今治市の2市1町で全体の約56%を占める。

## 韓国・中国での栽培
韓国にはデコポン、せとかなどと同じく2000年代初頭に種苗が日本から済州島へ流出。
RED香（赤香）の名称で2010年に栽培面積37.8haから、2021年に897ha、生産量16,995tとなった。
韓国独自開発の栽培品種は全体の3％に過ぎないことを現地関係者が苦慮し、2023年より甘平と紅まどんなの交配種を独自新品種として公表する予定である。
中国では2013年に、韓国経由で中国農業科学院柑橘類研究所が重慶市へ種苗を導入、浙江省象山県他でも栽培される。

## 来歴
1991年春に愛媛県立果樹試験場（松山市）において「西之香」に「シラヌヒ」の花粉を交配し、得られた種子を播種して、1993年に穂木を採取。温州ミカン中間台木に高接ぎを行い、1997年に初結実した。調査の結果、果実品質が良好だったため、愛媛34号の系統名で一次選抜を行い、県下の産地で現地試験を開始した。2005年に種苗法に基づく種苗登録申請を行い、2007年8月に種苗登録された。
しかし、2014年にDNA鑑定の結果、ポンカンと西之香が交配してできたことが明らかになった。農林水産研究所果樹研究センターみかん研究所の担当者は、花粉が自然に飛んだか昆虫により媒介されたかしたためと推測している。なお、2017年に品種登録された佐賀果試35号（にじゅうまる）は、太田ポンカンと西之香を交配させた近縁種にあたる。